# Canonical Ltd.
Canonical Ltd. este compania din spatele distribuției Linux Ubuntu. Este condusă de Mark Shuttleworth, un sud-african care s-a îmbogățit în urma vânzării firmei Thawte Ltd. către Verisign, pentru suma de 575 milioane de dolari americani.
Canonical a înființat la 8 iulie 2005 Fundația Ubuntu, cu un capital inițial de 10 milioane dolari americani. Scopul fundației este de a asigura suport pentru dezvoltarea Ubuntu în cazul în care Canonical se retrage din proiectul Ubuntu.
Pe data de 8 februarie 2007 Canonical a semnat o înțelegere cu Linspire Inc, firma realizatoare a distribuției cu același nume, pentru ca versiunile viitoare Linspire să se bazeze pe Ubuntu.
Canonical a obținut un mic profit operațional de 281.000 de dolari în 2009, dar până în 2017 s-a luptat să își mențină solvabilitatea financiară și a suferit o lovitură financiară majoră din cauza dezvoltării Unity și Ubuntu Touch, ceea ce a dus la o pierdere operațională de 21,6 milioane de dolari pentru anul fiscal 2013.